# Effry
Effry é uma comuna francesa na região administrativa de Altos da França, no departamento de Aisne. Estende-se por uma área de 2,77 km². Em 2010 a comuna tinha 327 habitantes (densidade: 118,1 hab./km²).